# Perizoma intrusata
Perizoma intrusata là một loài bướm đêm trong họ Geometridae.